# Caroline Winberg

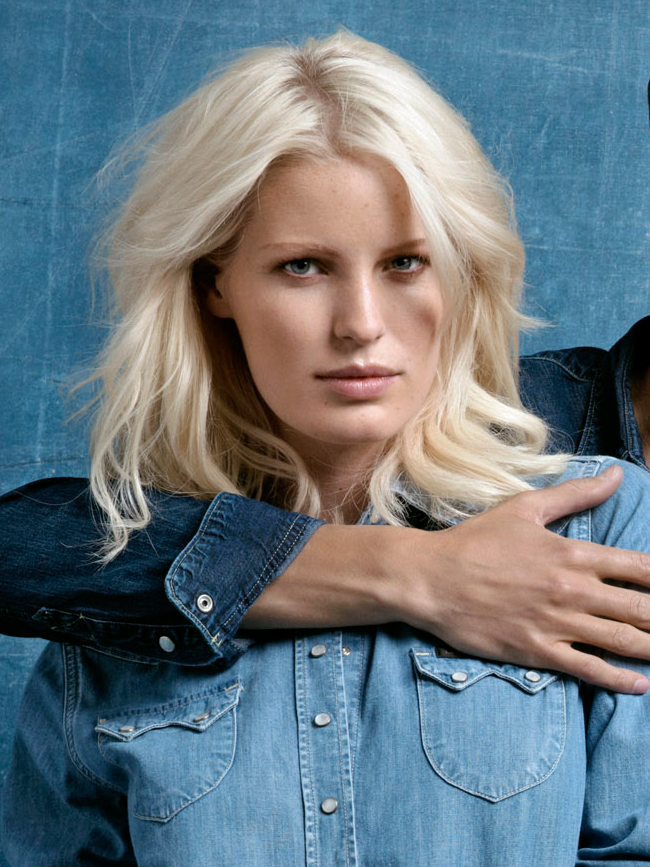
Caroline Winberg

Caroline Maria Winberg (27 de março de 1985) é uma modelo da Suécia.